# Пам'ятник Григорію Сковороді (Харків, Покровський сквер)
Пам'ятник Григорію Сковороді (Харків, Покровський сквер) — пам'ятник видатному українському гуманісту-просвітителю, розташований на Університетській гірці Харкова. Урочисто відкрито 3 вересня 1992 року.

## Розташування
Пам'ятник розташований на Соборному узвозі (стара назва Купецький узвіз, Пащенківський узвіз, Узвіз Халтуріна), на території Покровського (до 2009 року Терасного) скверу, який був закладений у 1951 році на місці зруйнованих під час війни будинків Старого пасажу.

## Автори пам'ятника
Авторами пам'ятника є архітектор Юрій Шкодовський і скульптор Іван Кавалерідзе.

## Опис
Бронзова велична постать з мармурової табличкою біля підніжжя. Григорій Савич ніби вийшов з книгою з воріт Покровського монастиря, де викладав у Колегіумі в 1759—1769 роках.

## Реставрація
У 2009 році була проведена реконструкція[джерело?].